# تري براتا

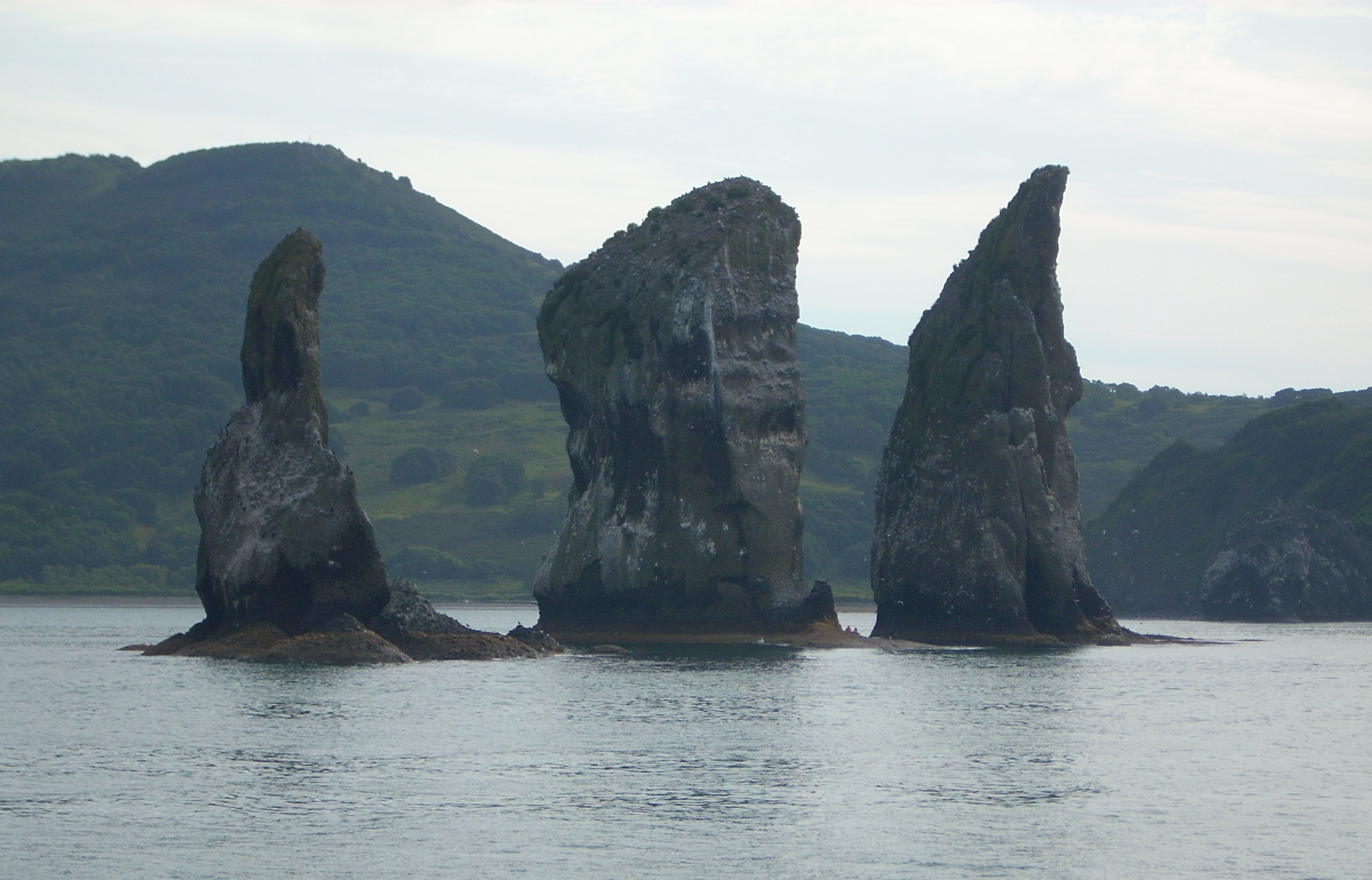
صخور تري براتا

تري براتا (بالروسية: Три Брата؛ حرفيا: "الثلاثة أشقاء") هي مجموعة من ثلاثة صخور عند مدخل خليج أفاشا. وتعتبر هذه المسلات البحرية الخلابة أو الكيكور kekur رمزا لبتروبافلوفسك-كامتشاتسكي.
وتشير الأساطير المحلية أنهم ثلاثة أشقاء ذهبوا للدفاع عن المدينة من تسونامي وتحولوا إلى حجر.